# Władysław Hłuchariow
Władysław Petrowycz Hłuchariow, ukr. Владислав Петрович Глухарьов, ros. Владислав Петрович Глухарев, Władisław Pietrowicz Głuchariew (ur. 11 września 1939 w Dniepropetrowsku, zm. 12 listopada 2020 w Ługańsku) – ukraiński piłkarz, grający na pozycji obrońcy, a wcześniej pomocnika, trener piłkarski.

## Kariera piłkarska
W 1968 rozpoczął karierę piłkarską w drużynie Trudowi Rezerwy Ługańsk. W 1962 został piłkarzem SKA Kijów, gdzie został skierowany do służby wojskowej. Po zwolnieniu z wojska w 1965 powrócił do ługańskiego klubu, który już nazywał się Zoria Ługańsk. W 1967 zakończył karierę piłkarza.

## Kariera trenerska
Karierę szkoleniowca rozpoczął po zakończeniu kariery piłkarza. Najpierw w latach 1968-1976 pomagał trenować piłkarzy Zorii. W 1977 został zaproszony do sztabu szkoleniowego Krywbasu Krzywy Róg, a po odejściu Achmeda Aleskierowa stał na czele krzyworoskiego klubu, którym kierował do końca 1977 roku. W 1978 asystował trenerowi w klubie Krylja Sowietow Kujbyszew. W 1979 i 1981 pracował w Szkole Sportowej Zoria Woroszyłowgrad. W 1980 prowadził Stachanoweć Stachanow. Od 1982 do 1985 ponownie pomagał trenować piłkarzy Zorii Woroszyłowgrad, a od 24 września do końca 1983 oraz od 20 września do końca 1984 roku pełnił obowiązki głównego trenera Zorii. Od 1987 pracował w Internacie Sportowym, reorganizowanym później w Ługańską Obwodową Wyższą Szkołę Kultury Fizycznej (ŁOWUFK).

## Sukcesy i odznaczenia

### Sukcesy piłkarskie
SKA Kijów
- mistrz Ukraińskiej SRR: 1964 (strefa 2)

Zoria Ługańsk
- mistrz Wtoroj Grupy ZSRR: 1966

### Sukcesy trenerskie
Zoria Woroszyłowgrad (jako asystent)
- mistrz ZSRR: 1972

### Sukcesy indywidualne
- wybrany do listy 33 najlepszych piłkarzy roku w Ukraińskiej SRR: Nr 3 (1960)

### Odznaczenia
- tytuł Mistrza Sportu ZSRR: 1966
- tytuł Zasłużonego Trenera ZSRR: 1972